# Thelotrema puniceum
Thelotrema puniceum är en lavart som först beskrevs av Johannes Müller Argoviensis, och fick sitt nu gällande namn av Makhija & Patw. 1995. Thelotrema puniceum ingår i släktet Thelotrema och familjen Thelotremataceae.   Inga underarter finns listade i Catalogue of Life.